# 16402 Olgapopova
16402 Olgapopova è un asteroide della fascia principale. Scoperto nel 1984, presenta un'orbita caratterizzata da un semiasse maggiore pari a 2,3343522 UA e da un'eccentricità di 0,1831319, inclinata di 7,24143° rispetto all'eclittica.